# Propolis phacidioides
Propolis phacidioides är en svampart som beskrevs av Fr. 1849. Propolis phacidioides ingår i släktet Propolis och familjen Rhytismataceae.   Inga underarter finns listade i Catalogue of Life.